# Laparocele
Il laparocele (per gli anglosassoni ernia post-laparotomica) rappresenta una grave complicanza post operatoria caratterizzata dalla fuoruscita dei visceri contenuti nella cavità addominale attraverso una breccia della parete formatasi in fase di consolidamento cicatriziale di una ferita laparotomica.  In questo si differenzia dall'ernia, che si fa strada invece attraverso orifizi o canali anatomici e quindi preesistenti. Si manifesta in circa il 2% delle laparotomie e interessa più frequentemente le ferite longitudinali.

## Patogenesi
La parete addominale è costituita, procedendo dall'interno verso l'esterno, dal peritoneo, dalla struttura muscolo fasciale e dalla cute. La sua sintesi chirurgica deve rigorosamente rispettare questi strati in base al principio generale che i punti di sutura vanno dati su tessuti e piani anatomici analoghi. Ciò vale a conferire alla parete la robustezza necessaria a sopportare la pressione endo-addominale soprattutto durante la fase di cicatrizzazione della ferita. 
Tuttavia se nell'immediato decorso post operatorio si instaura una infezione del sito chirurgico con coinvolgimento dello strato muscolo fasciale quest'ultimo ne risulta indebolito e un eventuale cedimento totale o parziale dei suoi punti di sutura porta alla formazione di una breccia, anche minima, a livello della quale la tenuta della parete addominale rimane affidata soltanto al peritoneo e alla cute.
Progressivamente e in tempi variabili in questa area di debolezza, spinti dalla pressione presente nella cavità addominale, finiranno con l'insinuarsi segmenti di visceri mobili (intestino tenue e alcuni segmenti del colon) contenuti in un sacco di origine peritoneale. Si formerà quindi un'ernia post laparotomica,  che diventando sempre più voluminosa si farà strada nel piano sottocutaneo, lasso, creandovi una cavità, spesso plurisaccata, nella quale possono arrivare a dislocarsi ampie porzioni di intestino così da formare tumefazioni di grandezza variabile, a volte mostruose (fig. 1).

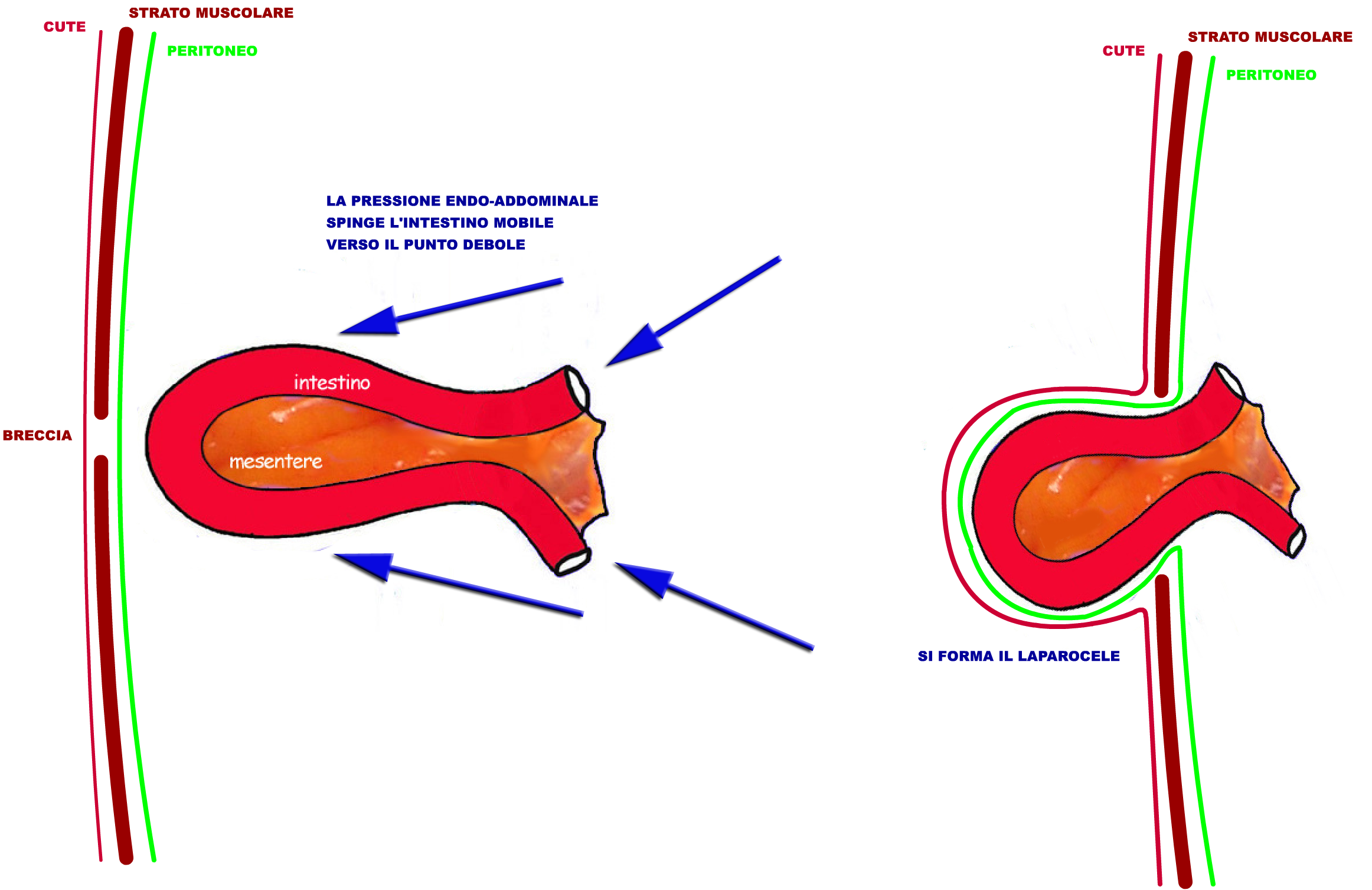
Fig. 1

Le condizioni più frequenti che predispongono alla formazione di un laparocele sono:
- infezione del sito chirurgico
- aumenti improvvisi della pressione endo-addominale nell'immediato decorso post operatorio: vomito, tosse, sforzi.
- malattie generali come il diabete
- inadeguatezza del materiale di sutura, errori di tecnica chirurgica.
- alcuni tipi di laparotomia (tagli longitudinali, oppure obliqui o trasversali)
- presenza di entero stomie

## Conseguenze
Il laparocele, come l'ernia, è costituito da un involucro, il sacco peritoneale e un contenuto, di solito intestino che con delicate manovre di spremitura (manovra di riduzione per Taxis) può essere riposizionato in cavità addominale rimanendovi o fuoriuscendo subito dopo o al primo sforzo. Aderenze possono formarsi tra questi visceri, tra essi e il sacco e tra quest'ultimo e le pareti della cavità sottocutanea in cui si fa strada. In questo caso il contenuto del laparocele diventa irriducibile; in altre circostanze la massa erniata è talmente cospicua da avere difficoltà a rientrare in addome avendovi perduto, come si dice, il "diritto di domicilio".
Il laparocele determina sulla dinamica respiratoria conseguenze che possono diventare drammatiche nelle ore successive alla sua risoluzione chirurgica per i seguenti motivi: 
- La muscolatura della parete addominale è costituita lateralmente dai muscoli obliquo esterno e obliquo interno e anteriormente dai muscoli retti. La loro contrazione determina un aumento della pressione endo-addominale che spingendo in alto il diaframma contribuisce alla fase espiratoria della respirazione. In presenza di laparoceli voluminosi tale meccanismo risulta fortemente limitato.
- Nel corso della fase inspiratoria l'abbassamento per contrazione del muscolo diaframmatico viene normalmente bilanciato dalla pressione addominale determinata dalla contropressione della parete addominale.  Nel laparocele questa risposta è insufficiente.
- Dopo la correzione chirurgica dei grandi laparoceli il riposizionamento di cospicue masse di intestino in un addome non più abituato a contenerle determina un incremento repentino e continuato dei valori pressori. Ne consegue una risalita stabile del diaframma che crea le premesse per un grave squilibrio dinamico della respirazione.

## Clinica e diagnosi
Il laparocele si presenta come una "tumefazione" di varia grandezza evidente nel sottocute. Può manifestarsi in corrispondenza della cicatrice chirurgica ma può presentarsi anche dislocato rispetto a essa per la caratteristica del laparocele di farsi strada nelle aree sottocutanee più lasse. La tumefazione può presentarsi liscia o bozzoluta, di consistenza molliccia o pastosa a seconda del tipo di intestino erniato. In relazione alla manovra di riduzione per taxis, che va effettuata sempre con estrema delicatezza per evitare danni alle anse, il laparocele può essere riducibile in cavità addominale o irriducibile, così come contenibile o non contenibile se fuoriesce immediatamente. 
Una volta ridotto l'intestino in cavità spesso è possibile apprezzare la breccia attraverso la quale si è fatto strada e che può essere anche di diametro sorprendentemente ridotto rispetto al volume della massa erniata. La cute sovrastante può presentare zone assottigliate attraverso le quali è talora possibile osservare i movimenti vermicolari tipici della peristalsi intestinale o ascoltarne i borborigmi.

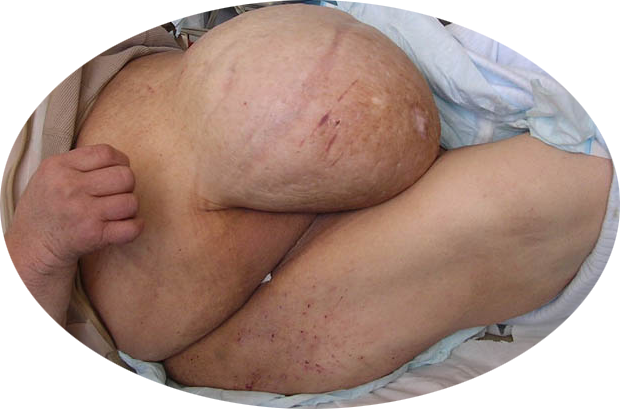
Voluminoso laparocele

La diagnosi clinica, semplice, è basata sulla evidenza di una tumefazione, con particolari caratteristiche, in presenza di una cicatrice chirurgica, qualche volte anche distante. 
Nella preparazione all'intervento si rivela molto utile una TAC della parete e lo studio accurato della dinamica respiratoria.

## Complicanze del laparocele
Sono quelle tipiche delle ernie:
- Incarceramento (è l'irriducibilità che si manifesta in seguito alla formazione di aderenze tra intestino e intestino, intestino e sacco peritoneale, sacco peritoneale e cavità sottocutanea)
- Infiammazione (può essere acuta o cronica, determinata da trauma o da infezione)
- Intasamento (accumulo di contenuto intestinale nelle anse del viscere erniato che non riesce a progredire)
- Strozzamento (improvvisa costrizione del peduncolo vascolare del contenuto erniario con grave ostacolo circolatorio)
- Rottura

## Terapia
La terapia è chirurgica e consiste nella:
- Isolamento, preparazione e apertura del sacco peritoneale.
- Identificazione e liberazione del contenuto del sacco (intestino, epiploon)
- Riposizionamento in cavità addominale delle anse intestinali e dell'epiploon.
- Escissione del sacco e chiusura del suo moncone (chiusura dello strato peritoneale).
- Ricostruzione della parete con plastica dello strato muscolo aponevrotico.
- Escissione della cute esuberante e sua chiusura.

L'intervento nel caso di laparoceli voluminosi o recidivi è piuttosto indaginoso. Già la lisi delle aderenze può costituire un tempo complesso ma la difficoltà maggiore è nella ricostruzione della parete, in particolare dello strato muscolo-aponeurotico, quando vi siano ampie perdite di sostanza. Un tempo anche interventi tecnicamente corretti potevano avere risultati deludenti e le recidive erano frequenti. Oggi invece è possibile correggere questi difetti di parete utilizzando materiale protesico tipo MARLEX (polipropilene), GORE-TEX (politetrafluoroetilene espanso) o DUALMESH che risultano determinanti nella tenuta della plastica. Si tratta di patch, reti o toppe, costruite con materiale biocompatibile che all'occorrenza possono essere messe anche a diretto contatto con l'intestino senza che si formino aderenze.
L'evoluzione tecnologica, di pari passo con quella video-assistita, ha fatto sì che nuove generazioni di protesi composite e/o parzialmente riassorbibili (Composix EX - Preceed), possano essere posizionate in addome in laparoscopia. Questa tecnica può essere impiegata in oltre il 50% di tutti i difetti parietali, con indubbio miglioramento del comfort e riduzione dei tempi di recupero delle normali abitudini di vita e con abbassamento del tasso di recidiva. 
La preparazione del paziente a questi interventi deve essere sempre molto accurata e prevedere, in particolare, una adeguata fisiochinesi respiratoria che abitui l'organismo alla nuova condizione in cui verrà a trovarsi.